# انديرس سفينسون
انديرس سفينسون (بالسويدية: Anders Svensson)‏ (27 مارس 1939 في السويد - 6 ديسمبر 2007 في السويد) هو لاعب كرة قدم سويدي في مركز الوسط. شارك مع منتخب السويد لكرة القدم. أما مع النوادي، فقد لعب مع نادي آيندهوفن ونادي أورغريته ونادي مالمو.

## مسيرته الكروية
لعب انديرس سفينسون خلال مسيرته الاحترافية مع 3 أندية في 13 موسمًا وسجل خلالها 20 هدف ضمن 224 مباراة. حيث فاز في موسم واحدًا بالكأس وموسمين بالدوري.
خاض انديرس سفينسون مسيرته مع نادي مالمو في موسم 1957–58 في المرة الأولى ولمدة موسمين ثم في موسم 1967 واستمر معه طيلة ثلاثة مواسم، مشاركًا طوالها في 86 مباراة سجل خلالها 4 أهداف. ثم انتقل إلى نادي آيندهوفن في موسم 1959–60 ليلعب معه أربعة مواسم، حيث شارك في 75 مباراة سجل خلالها 8 أهداف. لينتقل بعدها إلى نادي أورغريته في موسم 1963 ليلعب معه أربعة مواسم، مشاركًا في 63 مباراة سجل خلالها 8 أهداف أيضًا.

## روابط خارجية
- انديرس سفينسون على موقع اتحاد السويد (السويدية)
- انديرس سفينسون على موقع ناشيونال فوتبول تيمز (الإنجليزية)